# Иванаускас, Тадас Леонардович
Тадас Леонардович Иванаускас (лит. Tadas Ivanauskas, пол. Tadeusz Iwanowski; 28 декабря 1882, Лебёдка, Виленская губерния — 1 июня 1970, Каунас, Литовская ССР) — советский и литовский зоолог, академик АН Литовской ССР (1941—1970), Заслуженный деятель наук Литовской ССР (1945).

## Биография
Тадас Иванаускас родился 16 (28) декабря 1882 года в имении Лебёдка Василишковской волости (ныне — Щучинский район Гродненской области Беларуси) в дворянской семье. Крещен в приходском костеле в деревне Василишки 22 июля (3 августа) 1884 года. В 1908 году окончил Сорбонну, а в 1910 году — Санкт-Петербургский университет. С 1910 по 1915 год руководил созданной им лабораторией наглядных естественнонаучных пособий. В 1914 году основал экспедицию в Мурманск и Северную Норвегию, а в 1917 году — на берега Северного Ледовитого океана. С 1919 по 1922 год руководил организованной им Станцией по изучению природы. В 1929 году основал орнитологическую станцию. Тадас Иванаускас очень хотел создать заповедник, и в 1937 году его мечта воплотилась в реальность, когда он создал Жувинский заповедник. Был одним из основателей Литовского университета в Каунасе. С 1922 по 1940 год занимал должность профессора и заведующего кафедрой зоологии и сравнительной анатомии этого университета. С 1940 по 1956 год руководил кафедрой зоологии Вильнюсского государственного университета, одновременно с этим с 1949 по 1956 год работал на кафедре лесоводства Литовской сельскохозяйственной академии. Тадас Иванаускас решил вместе со своими сподвижниками организовать Институт биологии АН Литовской ССР, где с 1945 по 1950 год он занимал должность директора. С 1954 по 1970 год работал на кафедре общей биологии Каунасского медицинского института, при этом с 1965 года он занимал должность заведующего.
Скончался Тадас Иванаускас 1 июня 1970 года в Каунасе. Похоронен на Табаришском кладбище близ Каунаса.

### Семья и национальная самоидентификация

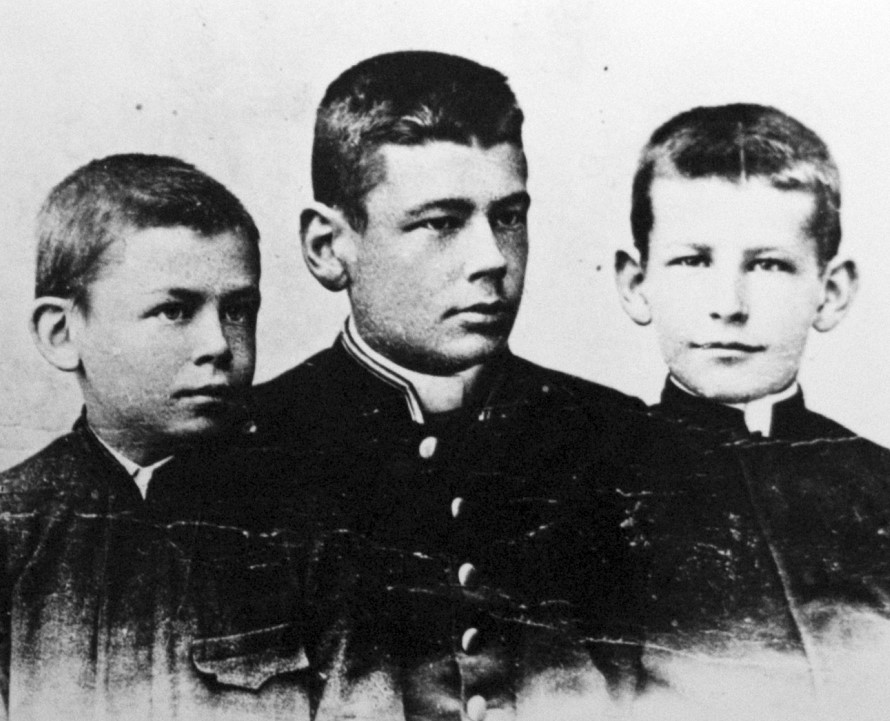
Братья Тадеуш (литовец), Юрек (поляк) и Вацик (белорус) Ивановские

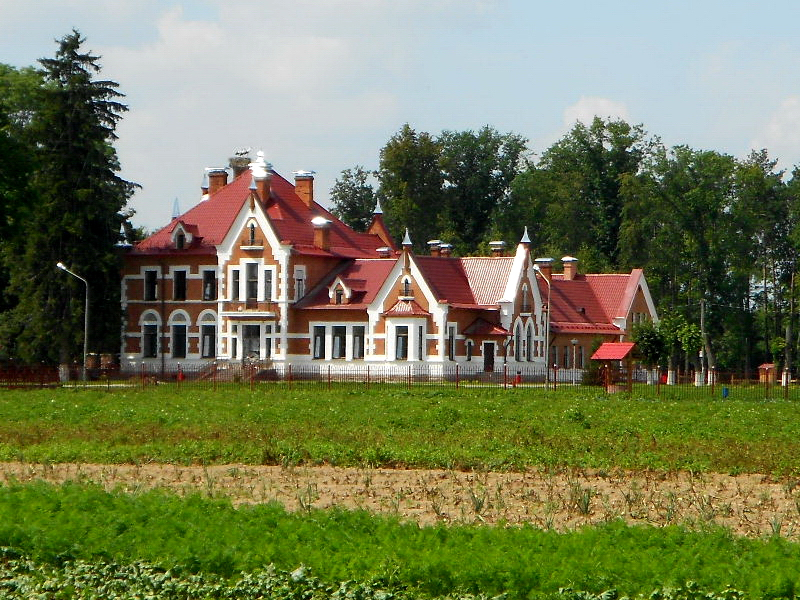
Усадьба Ивановских в Головичполье

Тадас Иванаускас родился под именем Тадеуш Ивановский в имении Лебедке на территории современной Гродненской области Беларуси, в дворянской католической семье Леонарда и Янины Ивановских. Хотя до 1905 года Иванаускас не знал литовского языка, он считал себя литовцем и посвятил свою жизнь развитию науки во вновь восстановленной стране. В 1918 году он открыл первую литовскую школу со своей женой. Во время польско-литовской войны был знаменательный эпизод, когда один из его братьев во время прекращения огня передал таксономическую коллекцию Тадаса Иванаускаса через линию фронта в Литву.
Остальные трое братьев Иванаускаса отождествляли себя с двумя другими национальностями бывшего Польско-Литовского Содружества, два (Ежи Ивановский, политик и инженер и  Станислав Ивановский, адвокат) решили стать поляками, а политик Вацлав Ивановский считал себя белорусом.

## Увековечение памяти
- В 1980 году скульптор Стасис Жиргулис в торжественной обстановке открыл бюст-памятник Тадаса Иванаускаса на территории Литовского зоопарка.
- Зоологическому музею в Каунасе было присвоено имя Тадаса Иванаускаса.
- Выпущена почтовая марка с изображением Тадаса Иванаускаса.

## Научные работы
Основные научные работы посвящены зоологии позвоночных.
- Автор многочисленных учебников и научно-популярных книг, опубликовал свыше 600 статей в периодических изданиях.

## Членство в обществах
- Член Российского энтомологического общества (1916—1970).
- Почётный член Падуанского университета (1923—1970).
- Председатель Комиссии по охране природы при Президиуме АН Литовской ССР.